# 1 Chorwacka Dywizja Szturmowa
1 Chorwacka Dywizja Szturmowa (chorw. 1 Hrvatska Udarna Divizija lub 1 Ustaška Jurišna Divizija) – elitarna jednostka wojskowa Chorwackich Sił Zbrojnych Niepodległego Państwa Chorwackiego pod koniec II wojny światowej.

## Historia
Dywizja formowała się od 9 października 1944 r. w Zagrzebiu. W jej skład weszli jedynie ochotnicy z dotychczasowych jednostek wojskowych, niemający więcej niż 34 lata. Dowódcą został płk Ante Moškov, stojący wcześniej na czele Przybocznej Dywizji Poglavnika. W połowie listopada 1944 r. dywizja osiągnęła gotowość bojową. Początkowo 20 Szturmowy Pułk Piechoty ochraniał linię kolejową Zagrzeb-D. Selo-Križevci. Pod koniec listopada zaatakował on w rejonie Križevci partyzancką 32 Dywizję. W II połowie grudnia dywizja uczestniczyła wraz z 1 Pułkiem Przybocznej Dywizji Poglavnika w antypartyzanckiej operacji „Bilogora”. 20 Szturmowy Pułk Piechoty walczył w rejonie Bilogora-Podrawie, zaś 21 Szturmowy Pułk Piechoty i XX Grupa Artyleryjska w rejonie Vrbovec – Popovača – Voloder. W połowie stycznia 1945 r. dywizja wraz z 1 Kozacką Dywizją Kawalerii i Przyboczną Dywizją Poglavnika zaatakowała partyzancki X Korpus, zajmując szereg wsi. Po uzyskaniu wsparcia siły partyzanckie kontratakowały, odzyskując większość wiosek. Pod koniec stycznia 21 Szturmowy Pułk Piechoty wraz z 1 Kozacką Dywizją Kawalerii walczył z partyzancką 33 Dywizją i I Brygadą Zagorską w okolicy Bjelovara. W tym czasie 20 Szturmowy Pułk Piechoty przeszedł do Petrinji, a następnie zaatakował partyzantów w rejonie Petrinja-Glina.
W lutym – marcu dywizja prowadziła działania ponownie w rejonie Vrbovec-Popovača-Voloder, ponosząc ciężkie straty. Zostały one uzupełnione z 22 Szturmowego Pułku Piechoty, formującego się w Zagrzebiu. Dzięki temu liczebność dywizji osiągnęła około 9 tys. ludzi. Jednocześnie w połowie marca pododdziały dywizji wraz z 1 Kozacką Dywizją Kawalerii, I Brygadą Górską i Przyboczną Dywizją Poglavnika zaatakowały partyzancki X Korpus na zachód i północny zachód od Daruvara, odrzucając 32 i 33 Dywizję Korpusu. Ponownie poniesiono duże straty. Pod koniec marca dywizja walczyła z siłami partyzanckimi pomiędzy Bjelovarem i Daruvarem. 28 marca partyzancka I Brygada 33 Dywizji rozbiła w zasadzce na drodze Čazma – Ivanić-Grad kolumnę zaopatrzeniową dywizji, która straciła około 120 zabitych i jeszcze więcej rannych. Stracono m.in. 3 moździerze, 7 ręcznych karabinów maszynowych i około 100 karabinów. W tym czasie dywizja wycofała się na linię Bjelovar – Dubrava – Čazma – Narta. W kwietniu kontynuowano ciężkie walki. Pod koniec kwietnia nowo sformowany 22 Szturmowy Pułk Piechoty dołączył do reszty dywizji, która znajdowała się pomiędzy Bjelovarem i Garešnicą.
W pierwszych dniach maja mocno osłabiona dywizja wycofała się wraz z resztą wojsk chorwackich do południowej Austrii, gdzie w połowie maja poddała się Brytyjczykom. Brytyjczycy przekazali jednak Chorwatów do komunistycznej Jugosławii, gdzie zostali w większości wymordowani.

## Dowódcy
- gen. Ante Moškov (od października 1944 r. do marca 1945 r.)
- gen. Josip Šolc (od marca do maja 1945 r.)

## Skład organizacyjny
- 20 Szturmowy Pułk Piechoty (bataliony I – III) – d-ca płk Rudolf Šimić, a następnie płk Lončarević
- 21 Szturmowy Pułk Piechoty (bataliony I – III) – d-ca mjr Zdenko Šrajber, a następnie płk Lorin
- 22 Szturmowy Pułk Piechoty (bataliony I – III) – d-ca ppłk Nikpajl
- Grupa Mobilna
  - 2 Kompania Czołgów (10 czołgów)
  - Kompania Zwiadowcza (20 motocyklów z karabinami maszynowymi)
- XX Grupa Artyleryjska (3 działa górskie 75 mm)
- XXI Grupa Artyleryjska (3 haubice 100 mm)
- 20 Kompania Saperów
- 20 Kompania Łączności
- 2 Motorowa Kompania Transportowa
- 20 Kompania Medyczna
- Kompania Weterynaryjna
- Pluton Żandarmerii